# Jarensk
Jarensk (russisch Яренск) ist ein Dorf (selo) in Nordwestrussland. Der Ort gehört zur Oblast Archangelsk und hat 3660 Einwohner (Stand 14. Oktober 2010). Er ist administratives Zentrum des Rajons Lenski.

## Geographie
Jarensk befindet sich etwa 500 Kilometer südöstlich der Oblasthauptstadt Archangelsk und ist nur etwa 10 Kilometer von der Grenze der Republik Komi entfernt. Die nächstgelegene Stadt Mikun liegt etwa 55 Kilometer nordöstlich von Jarensk in der Republik Komi. Jarensk befindet sich linksseitig des Flusses Jarenga, kurz vor deren Mündung in die Wytschegda, etwa 164 Kilometer vor der Mündung der Wytschegda in die Nördliche Dwina bei Kotlas.

## Geschichte
Jarensk ist die älteste Ortschaft im heutigen Lenski rajon und wurde erstmals 1384 in den Wytschegodsko-Wymskaja Chroniken (Вычегодско-Вымская летопись) unter dem Namen Jerenski gorodok (Еренский городок) erwähnt. Zu dieser Zeit diente die Wytschegda als wichtiger Flussweg zwischen den Gebieten der heutigen Oblast Archangelsk und der Ural-Region.
Im Jahr 1606 wurde Jarensk Zentrum des neu gegründeten Jarensker Ujesd (Яренский уезд). 1706 wurde der Jarensker Ujesd zuerst Teil des Gouvernementes Archangelgorod (Архангелогородская губерния) und ging schließlich 1776 im Gouvernementes Wologda auf. Am 25. Oktober 1780 erhielt Jarensk den Stadtstatus.
Nachdem bereits zum Ende des 19. Jahrhunderts vereinzelt Dampfschiffe auf der Wytschegda eingesetzt waren, entstand im Jahr 1898 die erste regelmäßige Dampfschiffverbindung Ustjug – Jarensk – Ust Syssolsk zum Waren- und Personentransport.
Im Zuge der sowjetischen Verwaltungsreform wurde Jarensk, das bisher Hauptort des Jarensker Ujesd war, am 1. Juni 1924 Teil des neu gegründeten Lenski rajon innerhalb des Gouvernementes Nördliche Dwina (Северо-Двинской губернии). Administratives Zentrum des Rajon sollte ursprünglich das Dorf Lena werden. Da es aber nicht über die nötigen Gebäude für die Rajonadministration verfügte, beschloss man, das Rajonzentrum nach Jarensk zu verlegen. Mit der Verwaltungsreform verlor Jarensk außerdem seinen Stadtstatus. Im Zuge weiterer Verwaltungsreformen wechselte Jarensk in den folgenden Jahren wiederum die Verwaltungsbezirke. So wurde es zuerst Teil des Nördlichen Krai (1929–1936) und der Nördlichen Oblast (1936–37), bevor es am 23. September 1937 schließlich der Oblast Archangelsk zugeschlagen wurde.
Ab 1930 stiegen im Zuge der Siedlungs- und Verfolgungspolitik der Regierung Stalins die Bevölkerungszahlen der heutigen Lenski rajon schlagartig an. Im Zuge dieser Politik wurden viele Tausende sogenannte „Kulaken“ aus allen Teilen der Sowjetunion samt ihren Familien in den Lenski rajon deportiert, um bisher unbesiedelte Gebiete zu erschließen. Jarensk diente dabei unter anderem als Zwischenstation beim Transport der Verbannten über die Wytschegda. Allein 1930 wurden etwa 8000 Menschen in so genannten Spezialsiedlungen (спецпоселение/Spezposselenije) in der Umgebung von Jarensk angesiedelt. Dabei handelte es sich um von Soldaten und OGPU-Wachpersonal bewachte Aussiedlungen, deren Bewohner vor allem im Bau von Infrastruktur, dem Roden von Wäldern, sowie in der Landwirtschaft eingesetzt wurden. Die Lebensbedingungen in diesen Aussiedlungen waren schlecht, es brachen häufig Krankheiten aus. Hungersnöten fielen viele Siedler zum Opfer. Mit dem Ausbruch des Großen Vaterländischen Krieges wurden ab den 1940er Jahren auch vermehrt deutsche Kriegsgefangene für Arbeiten in den Rajon transportiert. Nach dem Tod Stalins 1953 kam es aber vermehrt zu Amnestien, so dass viele der 'Kulaken' rechtlich frei wurden und teilweise wieder in ihre ursprünglichen Heimatgebiete zurückkehren konnten. Die letzten 'Kulaken' wurden am 13. August 1954 durch eine Verordnung des Ministerrates der UdSSR (Originaltitel: „О снятии ограничений по спецпоселению с бывших кулаков и других лиц“) freigesetzt.

## Bevölkerungsentwicklung
Die folgende Übersicht zeigt die Entwicklung der Einwohnerzahlen von Jarensk.
| Jahr | Einwohner |
| ---- | --------- |
| 1897 | 993       |
| 1911 | 1.140     |
| 1939 | 2.185     |
| 1959 | 2.656     |
| 1970 | 2.956     |
| 1979 | 3.978     |
| 1989 | 4.246     |
| 2002 | 4.085     |
| 2010 | 3.660     |

Anmerkung: Volkszählungsdaten 

## Wirtschaft und Infrastruktur

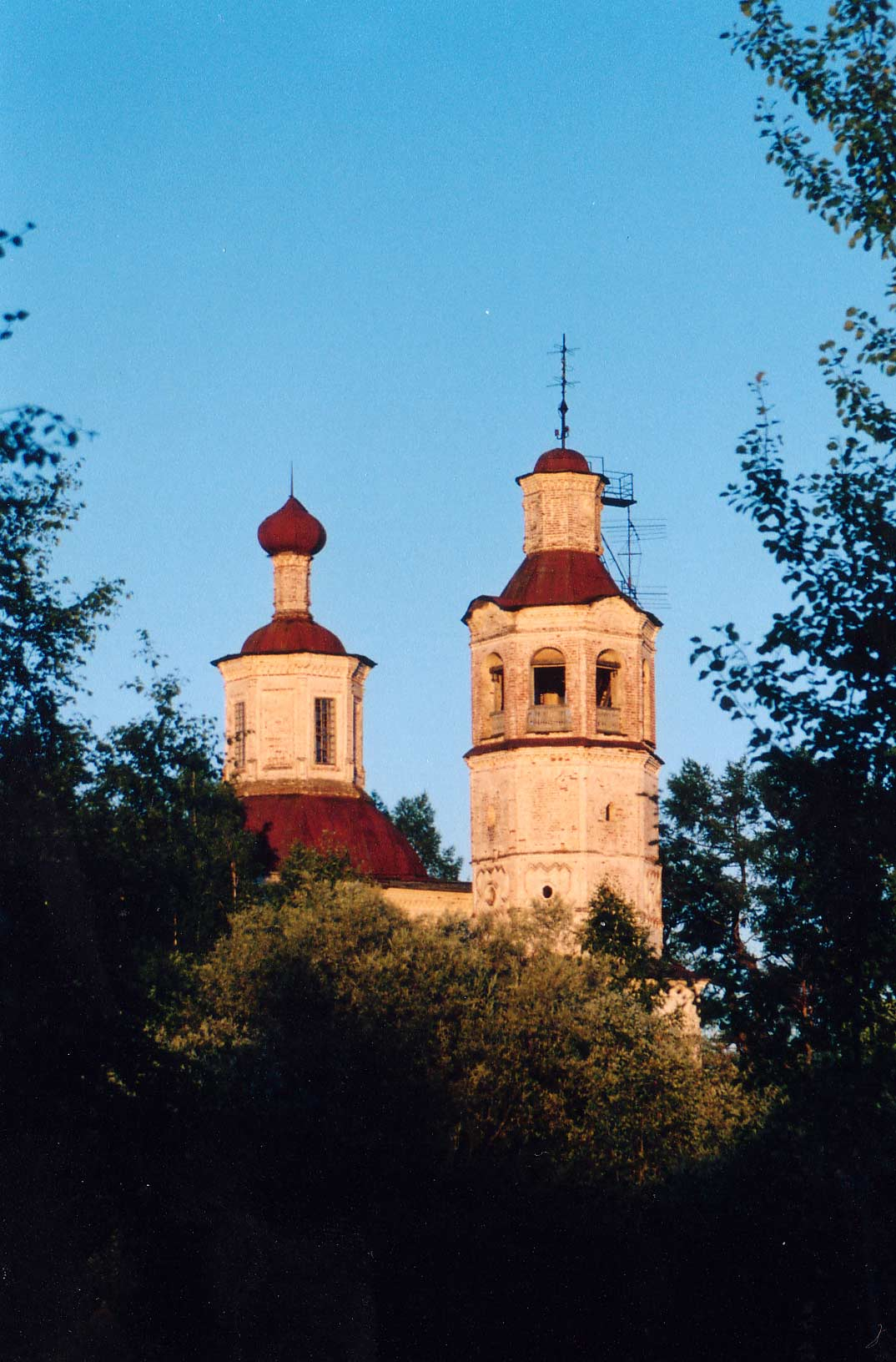
Die Erlöser-Verklärungs-Kathedrale in Jarensk

Jarensk hat keine Eisenbahnanbindung. Die nächstgelegene Eisenbahnstation befindet sich im 22 Kilometer entfernten Dorf Meschog (Межог) in der Republik Komi. Es gibt keine direkte Straßenverbindung nach Archangelsk. Auch die Strecke nach Kotlas ist bis heute nicht fertiggestellt. Wie im ganzen Lenski rajon ist auch in Jarensk die Forst- und Holzindustrie der Hauptwirtschaftszweig. Einen kleineren Anteil nehmen Unternehmen der Nahrungsmittel- und Baustoffindustrie ein.